# Liste der schwedischen Meister im Skilanglauf

Logo des Svenska Skidförbundet (Schwedischer Skiverband)

Die Liste der schwedischen Meister im Skilanglauf listet alle Sieger im Skilanglauf bei den schwedischen Meisterschaften seit der Erstaustragung 1910 auf.

## Männer

### 10 km
| Meisterschaft | Meister (Verein)         |
| ------------- | ------------------------ |
| 2024          | Edvin Anger (Åsarna IK)  |
| 2025          | Eric Rosjö (IFK Mora SK) |

### 15 km
| Meisterschaft               | Meister (Verein)                           | Sieger Teamwettbewerb                      |
| --------------------------- | ------------------------------------------ | ------------------------------------------ |
| 1925                        | Ernst Alm (IFK Norsjö)                     | Lycksele IF                                |
| 1926                        | Per-Erik Hedlund (Malungs IF)              | Luleå SK                                   |
| 1927                        | Per-Erik Hedlund (Malungs IF)              | Skellefteå IF                              |
| 1928–1932 keine Wettbewerbe |                                            |                                            |
| 1933                        | Lars Theodor Jonsson (Wäija-Dynäs IF)      | Bodens BK                                  |
| 1934                        | Martin Matsbo (IFK Hedemora)               | Bodens BK                                  |
| 1935                        | Arthur Häggblad (IFK Umeå)                 | IFK Umeå                                   |
| 1936                        | Erik Larsson (IFK Kiruna)                  | Bodens BK                                  |
| 1937                        | Martin Matsbo (Hudiksvalls IF)             | Hudiksvalls IF                             |
| 1938                        | Alfred Dahlqvist (Östersunds SK)           | Östersund SK                               |
| 1939                        | Alfred Dahlqvist (Östersunds SK)           | Hudiksvalls IF                             |
| 1940                        | Alfred Dahlqvist (Östersunds SK)           | Brännans IF                                |
| 1941                        | Alfred Dahlqvist (Östersunds SK)           | Brännans IF                                |
| 1942                        | Nils Östensson (Hofors AIF)                | Hofors AIF                                 |
| 1943                        | Nils Täpp (Malungs IF)                     | IFK Mora                                   |
| 1944                        | Nils Karlsson (IFK Mora)                   | Kramfors IK                                |
| 1945                        | Nils Karlsson (IFK Mora)                   | IFK Mora                                   |
| 1946                        | Nils Täpp (Sågmyra IF)                     | IFK Mora                                   |
| 1947                        | Nils Karlsson (IFK Mora)                   | IFK Mora                                   |
| 1948                        | Martin Lundström (IFK Umeå)                | IFK Umeå                                   |
| 1949                        | Gunnar Östberg (IF Sandvikarna)            | Brännans IF                                |
| 1950                        | Nils Karlsson (IFK Mora)                   | IFK Mora                                   |
| 1951                        | Nils Karlsson (IFK Mora)                   | IFK Mora                                   |
| 1952                        | Martin Lundström (IFK Umeå)                | IFK Mora                                   |
| 1953                        | Nils Karlsson (IFK Mora)                   | IFK Mora                                   |
| 1954                        | Per-Erik Larsson (IFK Mora)                | IFK Mora                                   |
| 1955                        | Sixten Jernberg (Lima IF)                  | IFK Mora                                   |
| 1956                        | Sixten Jernberg (Lima IF)                  | Lima IF                                    |
| 1957                        | Sixten Jernberg (Lima IF)                  | Lima IF                                    |
| 1958                        | Sixten Jernberg (Lima IF)                  | Oxbergs IF                                 |
| 1959                        | Sixten Jernberg (Lima IF)                  | Lima IF                                    |
| 1960                        | Sixten Jernberg (Lima IF)                  | Lima IF                                    |
| 1961                        | Sixten Jernberg (Lima IF)                  | Oxbergs IF                                 |
| 1962                        | Assar Rönnlund (IFK Umeå)                  | Sälens IF                                  |
| 1963                        | Ragnar Persson (Föllinge IK)               | IFK Mora                                   |
| 1964                        | Ragnar Persson (Föllinge IK)               | IFK Mora                                   |
| 1965                        | Assar Rönnlund (IFK Umeå)                  | IFK Umeå                                   |
| 1966                        | Ragnar Persson (Föllinge IK)               | IFK Mora                                   |
| 1967                        | Assar Rönnlund (IFK Umeå)                  | Föllinge IK                                |
| 1968                        | Bjarne Andersson (IFK Mora)                | IFK Mora                                   |
| 1969                        | Ingvar Sandström (Lycksele IF)             | Lycksele IF                                |
| 1970                        | Lars-Arne Bölling (IFK Mora)               | IFK Mora                                   |
| 1971                        | Gunnar Larsson (Hulåns IF)                 | IFK Mora                                   |
| 1972                        | Thomas Magnuson (Delsbo IF)                | Lycksele IF                                |
| 1973                        | Thomas Magnuson (Delsbo IF)                | IFK Mora                                   |
| 1974                        | Thomas Magnuson (Delsbo IF)                | Orsa IF                                    |
| 1975                        | Thomas Magnuson (Delsbo IF)                | Edsbyns SK                                 |
| 1976                        | Sven-Åke Lundbäck (Bergnäsets AIK)         | Edsbyns IF                                 |
| 1977                        | Erik Wäppling (Skellefteå SK)              | Skellefteå SK                              |
| 1978                        | Sven-Åke Lundbäck (Bergnäsets AIK)         | Delsbo IF                                  |
| 1979                        | Thomas Wassberg (Åsarna IK)                | Åsarna IK                                  |
| 1980                        | Thomas Wassberg (Åsarna IK)                | Åsarna IK                                  |
| 1981                        | Thomas Eriksson (Domnarvets GIF)           | Åsarna IK                                  |
| 1982                        | Thomas Wassberg (Åsarna IK)                | Åsarna IK                                  |
| 1983                        | Thomas Wassberg (Åsarna IK)                | Åsarna IK                                  |
| 1984                        | Gunde Svan (Dala-Järna IK)                 | Åsarna IK                                  |
| 1985                        | Gunde Svan (Dala-Järna IK)                 | Åsarna IK                                  |
| 1986                        | Torgny Mogren (Åsarna IK)                  | Åsarna IK                                  |
| 1987                        | Gunde Svan (Dala-Järna IK)                 | Åsarna IK                                  |
| 1988                        | Jan Ottosson (Åsarna IK)                   | Åsarna IK                                  |
| 1989                        | Gunde Svan (Dala-Järna IK)                 | Dala-Järna IK                              |
| 1990                        | Jan Ottosson (Åsarna IK)                   | Strömnäs GIF                               |
| 1991                        | Torgny Mogren (Åsarna IK)                  | Åsarna IK                                  |
| 1992                        | Henrik Forsberg (Bergeforsens SK)          | Åsarna IK                                  |
| 1993                        | Niklas Jonsson (Piteå SGIF)                | Åsarna IK                                  |
| 1994                        | Wladimir Smirnow (Stockviks SF)            | Åsarna IK                                  |
| 1995                        | Wladimir Smirnow (Stockviks SF)            | Dala-Järna IK                              |
| 1996                        | Wladimir Smirnow (Stockviks SF)            | Åsarna IK                                  |
| 1997                        | Torgny Mogren (Åsarna IK)                  | Åsarna IK                                  |
| 1998                        | Wladimir Smirnow (Stockviks SF)            | Åsarna IK                                  |
| 1999                        | Per Elofsson (IFK Umeå)                    | IFK Umeå                                   |
| 2000                        | Mathias Fredriksson (Häggenås SK)          | Piteå SGIF                                 |
| 2001                        | Per Elofsson (IFK Umeå)                    | IFK Umeå                                   |
| 2002                        | Anders Södergren (Stockviks SF)            | Piteå Elit SK                              |
| 2003                        | Per Elofsson (IFK Umeå)                    | IFK Umeå                                   |
| 2004                        | Anders Södergren (Östersunds SK)           | Östersunds SK                              |
| 2005                        | Anders Södergren (Östersunds SK)           | Östersunds SK                              |
| 2006                        | Anders Södergren (Östersunds SK)           | Östersunds SK                              |
| 2007                        | Anders Södergren (Östersunds SK)           | Östersunds SK                              |
| 2008                        | Mathias Fredriksson (Axa SC)               | Åsarna IK                                  |
| 2009                        | Anders Södergren (Östersunds SK)           | Östersunds SK                              |
| 2010                        | Marcus Hellner (Gällivare Skidallians)     | Åsarna IK                                  |
| 2011                        | Marcus Hellner (Gällivare Skidallians)     | Hudiksvalls IF                             |
| 2012                        | Marcus Hellner (Gällivare Skidallians)     | Åsarna IK                                  |
| 2013                        | Johan Olsson (Åsarna IK)                   | Åsarna IK                                  |
| 2014                        | Marcus Hellner (Gällivare Skidallians)     | IFK Mora SK                                |
| 2015                        | Calle Halfvarsson (Falun-Borlänge SK)      | Falun-Borlänge SK                          |
| 2016                        | Daniel Rickardsson (Hudiksvalls IF)        | Hudiksvalls IF                             |
| 2017                        | Emil Jönsson (Anna&Emil SK)                | Åsarna IK                                  |
| 2018                        | Marcus Hellner (Gällivare Skidallians)     | Piteå Elit SK                              |
| 2019                        | Calle Halfvarsson (Sågmyra SK)             | IFK Mora SK                                |
| 2020                        | kein Rennen aufgrund der COVID-19-Pandemie | kein Rennen aufgrund der COVID-19-Pandemie |
| 2021                        | Jens Burman (Åsarna IK)                    | Åsarna IK                                  |
| 2022                        | Calle Halfvarsson (Sågmyrs SK)             | Piteå Elit SK                              |
| 2023                        | Björn Sandström (Piteå Elit SK)            |                                            |

### 20 km
| Meisterschaft | Meister (Verein)              |
| ------------- | ----------------------------- |
| 2024          | Gustaf Berglund (IFK Mora SK) |
| 2025          | William Poromaa (Åsarna IK)   |

### 30 km
| Meisterschaft | Meister (Verein)                                                     | Sieger Teamwettbewerb                      |
| ------------- | -------------------------------------------------------------------- | ------------------------------------------ |
| 1910          | Adolf Hedjerson (Djurgårdens IF)                                     |                                            |
| 1911          | Axel Carlberg (Hällefors IF)                                         |                                            |
| 1912          | Anders Persson (Bollnäs GIF)                                         |                                            |
| 1913          | Edler Lindberg (Östersunds SK)                                       |                                            |
| 1914          | Anders Persson (Bollnäs GIF)                                         |                                            |
| 1915          | John Carlberg (Säfsnäs IF)                                           |                                            |
| 1916          | Harald Johansson (IFK Umeå)                                          |                                            |
| 1917          | Anders Persson (Bollnäs GIF)                                         |                                            |
| 1918          | Erik Winnberg (Östersunds SK)                                        |                                            |
| 1919          | Albin Jonsson (Hudiksvalls IF)                                       |                                            |
| 1920          | Albin Lingvall (Hudiksvalls IF)                                      | Hudiksvalls IF                             |
| 1921          | Anders Persson (Bollnäs GIF)                                         | Hudiksvalls IF                             |
| 1922          | Sven Utterström (Bodens BK)                                          | Luleå SK                                   |
| 1923          | John Lindgren (IFK Umeå)                                             | IFK Umeå                                   |
| 1924          | Ragnar Gustafsson (Säfsnäs IF)                                       | Bodens BK                                  |
| 1925          | Gustav Jonsson (Lycksele IF)                                         | Lycksele IF                                |
| 1926          | John Wikström (Luleå SK)                                             | Luleå SK                                   |
| 1927          | Jonas Fjällberg (Mörsils SK)                                         | Skellefteå IF                              |
| 1928          | Sven Utterström (Bodens BK)                                          | Lycksele IF                                |
| 1929          | Ivan Lindgren (Lycksele IF)                                          | Lycksele IF                                |
| 1930          | Sven Utterström (Bodens BK)                                          | Skellefteå IF                              |
| 1931          | Ivan Lindgren (Lycksele IF)                                          | Luleå SK                                   |
| 1932          | Per-Erik Hedlund (Särna SK)                                          | Bodens BK                                  |
| 1933          | Sven Utterström (Bodens BK)                                          | Bodens BK                                  |
| 1934          | Halvar Moritz (Lycksele IF)                                          | Bodens BK                                  |
| 1935          | Lars Theodor Jonsson (Ragunda IF)                                    | IFK Umeå                                   |
| 1936          | Hjalmar Bergström (Sandviks IK)                                      | Skellefteå AIK                             |
| 1937          | Sven Hansson (Lima IF)                                               | Salsåker-Ullånger                          |
| 1938          | Elis Wiklund (Kramfors IF)                                           | Kramfors IF                                |
| 1939          | Sven Edin (IF Friska Viljor)                                         | Hudiksvalls IF                             |
| 1940          | Alfred Dahlqvist (Östersunds SK)                                     | Anundsjö IF                                |
| 1941          | Alfred Dahlqvist (Östersunds SK)                                     | Hofors AIF                                 |
| 1942          | Alfred Dahlqvist (Östersunds SK)                                     | Malungs IF                                 |
| 1943          | Nils Karlsson (IFK Mora)                                             | IFK Mora                                   |
| 1944          | Nils Karlsson (IFK Mora)                                             | IFK Umeå                                   |
| 1945          | Harald Eriksson (IFK Umeå)                                           | IFK Umeå                                   |
| 1946          | Nils Karlsson (IFK Mora)                                             | IFK Mora                                   |
| 1947          | Nils Östensson (Sälens IF)                                           | IFK Mora                                   |
| 1948          | Martin Lundström (IFK Umeå)                                          | IFK Umeå                                   |
| 1949          | Nils Karlsson (IFK Mora)                                             | IFK Mora                                   |
| 1950          | Nils Karlsson (IFK Mora)                                             | IFK Mora                                   |
| 1951          | Sven Bergqvist (Skellefteå SK)                                       | Skellefteå SK                              |
| 1952          | Enar Josefsson (Skellefteå SK)                                       | Skellefteå SK                              |
| 1953          | Åke Lundberg (Skellefteå SK)                                         | Skellefteå SK                              |
| 1954          | Georg Vesterlund (Anundsjö IF)                                       | IFK Mora                                   |
| 1955          | Sune Larsson (IFK Mora)                                              | IFK Mora                                   |
| 1956          | Per-Erik Larsson (IFK Mora)                                          | IFK Mora                                   |
| 1957          | Sixten Jernberg (Lima IF)                                            | Lima IF                                    |
| 1958          | Sture Grahn (Lycksele IF)                                            | Oxbergs IF                                 |
| 1959          | Assar Rönnlund (IFK Umeå)                                            | Lima IF                                    |
| 1960          | Sixten Jernberg (Lima IF)                                            | Oxbergs IF                                 |
| 1961          | Sixten Jernberg (Lima IF)                                            | Lima IF                                    |
| 1962          | Sture Grahn (Lycksele IF)                                            | Sälens IF                                  |
| 1963          | Ragnar Persson (Föllinge IK) Assar Rönnlund (IFK Umeå)               | Sälens IF                                  |
| 1964          | Assar Rönnlund (IFK Umeå)                                            | Lycksele IF                                |
| 1965          | Assar Rönnlund (IFK Umeå)                                            | IFK Umeå                                   |
| 1966          | Bjarne Andersson (IFK Mora)                                          | IFK Mora                                   |
| 1967          | Assar Rönnlund (IFK Umeå)                                            | Föllinge IK                                |
| 1968          | Ragnar Persson (Föllinge IK)                                         | Lycksele IF                                |
| 1969          | Gunnar Larsson (Hulåns IF)                                           | Lycksele IF                                |
| 1970          | Lars-Arne Bölling (IFK Mora)                                         | Norbergs AIF                               |
| 1971          | Sven-Åke Lundbäck (Bergnäsets AIK)                                   | Lycksele IF                                |
| 1972          | Thomas Magnuson (Delsbo IF)                                          | Lycksele IF                                |
| 1973          | Lars-Arne Bölling (IFK Mora)                                         | IFK Mora                                   |
| 1974          | Thomas Magnuson (Delsbo IF)                                          | Orsa IF                                    |
| 1975          | Sven-Åke Lundbäck (Bergnäsets AIK)                                   | Hammerdals IF                              |
| 1976          | Sven-Åke Lundbäck (Bergnäsets AIK)                                   | IFK Mora                                   |
| 1977          | Sven-Åke Lundbäck (Bergnäsets AIK)                                   | Skellefteå SK                              |
| 1978          | Sven-Åke Lundbäck (Bergnäsets AIK)                                   | Delsbo IF                                  |
| 1979          | Thomas Wassberg (Åsarna IK)                                          | Åsarna IK                                  |
| 1980          | Thomas Wassberg (Åsarna IK)                                          | Åsarna IK                                  |
| 1981          | Thomas Wassberg (Åsarna IK)                                          | Åsarna IK                                  |
| 1982          | Benny Kohlberg (Arvika IS)                                           | Åsarna IK                                  |
| 1983          | Jan Ottosson (Åsarna IK)                                             | Åsarna IK                                  |
| 1984          | Gunde Svan (Dala-Järna IK)                                           | Åsarna IK                                  |
| 1985          | Jan Ottosson (Åsarna IK)                                             | Åsarna IK                                  |
| 1986          | Torgny Mogren (Åsarna IK)                                            | Åsarna IK                                  |
| 1987          | Gunde Svan (Dala-Järna IK)                                           | Åsarna IK                                  |
| 1988          | Gunde Svan (Dala-Järna IK)                                           | Dala-Järna IK                              |
| 1989          | Gunde Svan (Dala-Järna IK)                                           | Dala-Järna IK                              |
| 1990          | Christer Majbäck (Jukkasjärvi IF)                                    | Dala-Järna IK                              |
| 1991          | Gunde Svan (Dala-Järna IK)                                           | Åsarna IK                                  |
| 1992          | Henrik Forsberg (Bergeforsens SK)                                    | Åsarna IK                                  |
| 1993          | Wladimir Smirnow (Stockviks SF)                                      | Åsarna IK                                  |
| 1994          | Torgny Mogren (Åsarna IK)                                            | Åsarna IK                                  |
| 1995          | Mathias Fredriksson (Häggenås SK)                                    | Åsarna IK                                  |
| 1996          | Wladimir Smirnow (Stockviks SF)                                      | Åsarna IK                                  |
| 1997          | Wladimir Smirnow (Stockviks SF)                                      | Svenska Skidsp.                            |
| 1998          | Wladimir Smirnow (Stockviks SF)                                      | Piteå SGIF                                 |
| 1999          | Per Elofsson (IFK Umeå)                                              | Piteå SGIF                                 |
| 2000          | Urban Lindgren (Piteå SGIF)                                          | Piteå SGIF                                 |
| 2001          | Mathias Fredriksson (Häggenås SK)                                    | Häggenås SK                                |
| 2002          | Mathias Fredriksson (Häggenås SK)                                    | Häggenås SK                                |
| 2003          | Mathias Fredriksson (Östersunds SK)                                  | Östersunds SK                              |
| 2004          | Anders Södergren (Östersunds SK) Mathias Fredriksson (Östersunds SK) | Östersunds SK                              |
| 2005          | Anders Södergren (Östersunds SK)                                     | Östersunds SK                              |
| 2018          | Marcus Hellner (Gällivare Skidallians)                               | Piteå Elit SK                              |
| 2019          | Daniel Rickardsson (Hudiksvalls IF)                                  | IKF Mora SK                                |
| 2020          | kein Rennen aufgrund der COVID-19-Pandemie                           | kein Rennen aufgrund der COVID-19-Pandemie |
| 2021          | Johan Häggström (Piteå Elit SK)                                      | Piteå Elit SK                              |
| 2022          | William Poromaa (Åsarna IK)                                          | Piteå Elit SK                              |
| 2023          | Simon Andersson (Falun-Borlänge SK)                                  |                                            |

### 50 km
| Meisterschaft | Meister (Verein)                           | Sieger Teamwettbewerb                      |
| ------------- | ------------------------------------------ | ------------------------------------------ |
| 1910          | Johan Petter Nordlund (Jokkmokks SK)       |                                            |
| 1911          | John Dahlberg (Hällefors IF)               |                                            |
| 1912          | John Dahlberg (Hällefors IF)               |                                            |
| 1913          | Albin Lingvall (Holmsvedens IF)            |                                            |
| 1914          | Arvid Dahlberg (IFK Umeå)                  |                                            |
| 1915          | Arvid Dahlberg (IFK Umeå)                  |                                            |
| 1916          | Edvard Persson (Storviks IF)               |                                            |
| 1917          | Gustaf Wahlgren (Djursholms IF)            |                                            |
| 1918          | Henning Isaksson (IFK Umeå)                |                                            |
| 1919          | Henning Isaksson (IFK Umeå)                |                                            |
| 1920          | Henning Isaksson (IFK Umeå)                | IFK Umeå                                   |
| 1921          | Per-Erik Hedlund (Särna SK)                | IFK Norsjö                                 |
| 1922          | Per-Erik Hedlund (Särna SK)                | IFK Norsjö                                 |
| 1923          | Per-Erik Hedlund (Särna SK)                | IFK Norsjö                                 |
| 1924          | Ernst Alm (IFK Norsjö)                     | Sälens IF                                  |
| 1925          | Per-Erik Hedlund (Malungs IF)              | IFK Umeå                                   |
| 1926          | Per-Erik Hedlund (Malungs IF)              | Luleå SK                                   |
| 1927          | Algon Stoltz (Bodens BK)                   | Bodens BK                                  |
| 1928          | John Lindgren (Lycksele IF)                | Lycksele IF                                |
| 1929          | Per-Erik Hedlund (Särna SK)                | Vindelns IF                                |
| 1930          | John Lindgren (Lycksele IF)                | Skellefteå IF                              |
| 1931          | Olle Hansson (Luleå SK)                    | Lycksele IF                                |
| 1932          | Hjalmar Bergström (Sandviks IK)            | Bodens BK                                  |
| 1933          | John Lindgren (Lycksele IF)                | Luleå SK                                   |
| 1934          | Nils Englund (Bodens BK)                   | Bodens BK                                  |
| 1935          | Alfred Lif (Orsa IF)                       | Orsa IF                                    |
| 1936          | Karl Lindberg (Trångsvikens IF)            | Lycksele IF                                |
| 1937          | Arthur Häggblad (IFK Umeå)                 | Husums IF                                  |
| 1938          | Herbert Nenzén (Kramfors IF)               | Kramfors IF                                |
| 1939          | Allan Karlsson (Vittjärvs IK)              | Hudiksvalls IF                             |
| 1940          | Hjalmar Lauri (Pajala IF)                  | SoIK Hellas                                |
| 1941          | Elis Wiklund (Kramfors IF)                 | IFK Umeå                                   |
| 1942          | Lars Back (Hofors AIF)                     | Hofors AIF                                 |
| 1943          | Nils Karlsson (IFK Mora)                   | IF Friska Viljor                           |
| 1944          | Nils Karlsson (IFK Mora)                   | IFK Mora                                   |
| 1945          | Nils Karlsson (IFK Mora)                   | IFK Mora                                   |
| 1946          | Gunnar Karlsson (IFK Umeå)                 | IFK Mora                                   |
| 1947          | Harald Eriksson (IFK Umeå)                 | IFK Mora                                   |
| 1948          | Nils Karlsson (IFK Mora)                   | Brännans IF                                |
| 1949          | Nils Östensson (Sälens IF)                 | Brännans IF                                |
| 1950          | Nils Karlsson (IFK Mora)                   | IFK Mora                                   |
| 1951          | Nils Karlsson (IFK Mora)                   | IFK Mora                                   |
| 1952          | Anders Törnkvist (IFK Mora)                | IFK Umeå                                   |
| 1953          | Curt Löfgren (Hällefors SK)                | Skellefteå SK                              |
| 1954          | Gunnar Karlsson (IFK Umeå)                 | IFK Umeå                                   |
| 1955          | Sixten Jernberg (Lima IF)                  | Lima IF                                    |
| 1956          | Sixten Jernberg (Lima IF)                  | Lima IF                                    |
| 1957          | Sixten Jernberg (Lima IF)                  | Lima IF                                    |
| 1958          | Rolf Rämgård (Älvdalens IF)                | Lycksele IF                                |
| 1959          | Rolf Rämgård (Älvdalens IF)                | Lima IF                                    |
| 1960          | Sixten Jernberg (Lima IF)                  | Älvdalens IF                               |
| 1961          | Sixten Jernberg (Lima IF)                  | Oxbergs IF                                 |
| 1962          | Assar Rönnlund (IFK Umeå)                  | Sälens IF                                  |
| 1963          | Assar Rönnlund (IFK Umeå)                  | Lycksele IF                                |
| 1964          | Ragnar Persson (Föllinge IK)               | Sälens IF                                  |
| 1965          | Janne Stefansson (Sälens IF)               | IFK Umeå                                   |
| 1966          | Assar Rönnlund (IFK Umeå)                  | IFK Umeå                                   |
| 1967          | Assar Rönnlund (IFK Umeå)                  | IFK Umeå                                   |
| 1968          | Jan Halvarsson (Föllinge IK)               | IFK Umeå                                   |
| 1969          | Assar Rönnlund (IFK Umeå)                  | Sälens IF                                  |
| 1970          | Lars-Arne Bölling (IFK Mora)               | Norbergs AIF                               |
| 1971          | Lars-Arne Bölling (IFK Mora)               | Lycksele IF                                |
| 1972          | Thomas Magnuson (Delsbo IF)                | IFK Mora                                   |
| 1973          | Thomas Magnuson (Delsbo IF)                | IFK Mora                                   |
| 1974          | Thomas Magnuson (Delsbo IF)                | Orsa IF                                    |
| 1975          | Thomas Magnuson (Delsbo IF)                | IFK Mora                                   |
| 1976          | Sven-Åke Lundbäck (Bergnäsets AIK)         | IFK Umeå                                   |
| 1977          | Sven-Åke Lundbäck (Bergnäsets AIK)         | Skellefteå SK                              |
| 1978          | Sven-Åke Lundbäck (Bergnäsets AIK)         | IFK Mora                                   |
| 1979          | Erik Gustavsson (Malungs IF)               | Edsbyns SK                                 |
| 1980          | Thomas Wassberg (Åsarna IK)                | Åsarna IK                                  |
| 1981          | Thomas Eriksson (Domnarvets GIF)           | Åsarna IK                                  |
| 1982          | Thomas Eriksson (Domnarvets GIF)           | Åsarna IK                                  |
| 1983          | Jan Ottosson (Åsarna IK)                   | Åsarna IK                                  |
| 1984          | Gunde Svan (Dala-Järna IK)                 | Åsarna IK                                  |
| 1985          | Gunde Svan (Dala-Järna IK)                 | Åsarna IK                                  |
| 1986          | Torgny Mogren (Åsarna IK)                  | Åsarna IK                                  |
| 1987          | Torgny Mogren (Åsarna IK)                  | Åsarna IK                                  |
| 1988          | Jan Ottosson (Åsarna IK)                   | Åsarna IK                                  |
| 1989          | Gunde Svan (Dala-Järna IK)                 | Dala-Järna IK                              |
| 1990          | Christer Majbäck (Jukkasjärvi IF)          | Dala-Järna IK                              |
| 1991          | Henrik Forsberg (Bergeforsens SK)          | Åsarna IK                                  |
| 1992          | Torgny Mogren (Åsarna IK)                  | Åsarna IK                                  |
| 1993          | Torgny Mogren (Åsarna IK)                  | IFK Mora                                   |
| 1994          | Jan Ottosson (Åsarna IK)                   | Åsarna IK                                  |
| 1995          | Anders Bergström (Domnarvets GIF)          | Domnarvets GIF                             |
| 1996          | Niklas Jonsson (Piteå SGIF)                | Åsarna IK                                  |
| 1997          | Lars Håland (Svenska Skidspelens SK)       | Åsarna IK                                  |
| 1998          | Daniel Gideonsson (Åsarna IK)              | Åsarna IK                                  |
| 1999          | Mathias Fredriksson (Häggenås SK)          | Piteå SGIF                                 |
| 2000          | Per Elofsson (IFK Umeå)                    | Åsarna IK                                  |
| 2001          | Mathias Fredriksson (Häggenås SK)          | Häggenås SK                                |
| 2002          | Anders Södergren (Stockviks SF)            | Häggenås SK                                |
| 2003          | Mathias Fredriksson (Östersunds SK)        | Östersunds SK                              |
| 2004          | Anders Södergren (Östersunds SK)           | Östersunds SK                              |
| 2005          | Anders Södergren (Östersunds SK)           | Östersunds SK                              |
| 2006          | Anders Södergren (Östersunds SK)           | Östersunds SK                              |
| 2007          | Mats Larsson (Åsarna IK)                   | Åsarna IK                                  |
| 2008          | Anders Södergren (Östersunds SK)           | Östersunds SK                              |
| 2009          | Mats Larsson (Åsarna IK)                   | Östersunds SK                              |
| 2010          | Anders Södergren (Östersunds SK)           | Östersunds SK                              |
| 2011          | Daniel Rickardsson (Hudiksvalls IF)        | Hudiksvalls IF                             |
| 2012          | Daniel Rickardsson (Hudiksvalls IF)        | Hudiksvalls IF                             |
| 2013          | Anders Södergren (Hudiksvalls IF)          | Hudiksvalls IF                             |
| 2014          | Jens Eriksson (Dala-Floda IF)              | Hudiksvalls IF                             |
| 2015          | Calle Halfvarsson (Falun-Borlänge SK)      | Åsarna IK                                  |
| 2016          | Marcus Hellner (Gällivare Skidallians)     | Piteå Elit SK                              |
| 2017          | Anders Svanebo (Stockviks SF)              | Hudiksvalls IF                             |
| 2018          | Daniel Rickardsson (Hudiksvalls IF)        | Piteå Elit SK                              |
| 2019          | Johan Häggström (Piteå Elit SK)            | Piteå Elit SK                              |
| 2020          | kein Rennen aufgrund der COVID-19-Pandemie | kein Rennen aufgrund der COVID-19-Pandemie |
| 2021          | Jens Burman (Åsarna IK)                    | Piteå Elit SK                              |
| 2022          | Fredrik Andersson (Piteå Elit SK)          | Piteå Elit SK                              |
| 2023          | Gustaf Berglund (IFK Mora SK)              |                                            |
| 2024          | Jens Burman (Åsarna IK)                    |                                            |
| 2025          | Gustaf Berglund (IFK Mora SK)              |                                            |

### Verfolgung/Skiathlon
| Meisterschaft | Meister (Verein)                       | Sieger Teamwettbewerb  |
| ------------- | -------------------------------------- | ---------------------- |
| 1994          | Jan Ottosson (Åsarna IK)               | Åsarna IK              |
| 1995          | Wladimir Smirnow (Stockviks SF)        | Dala-Järna IK          |
| 1996          | Wladimir Smirnow (Stockviks SF)        | Åsarna IK              |
| 1997          | Wladimir Smirnow (Stockviks SF)        | Svenska Skidspelens SK |
| 1998          | Wladimir Smirnow (Stockviks SF)        | Piteå SGIF             |
| 1999          | Mathias Fredriksson (Häggenås SK)      | Häggenås SK            |
| 2000          | Jörgen Brink (IFK Umeå)                | IFK Umeå               |
| 2001          | Per Elofsson (IFK Umeå)                | IFK Umeå               |
| 2002          | Per Elofsson (IFK Umeå)                | Häggenås SK            |
| 2003          | Mathias Fredriksson (Östersunds SK)    | Östersunds SK          |
| 2004          | Anders Södergren (Östersunds SK)       | Östersunds SK          |
| 2005          | Anders Södergren (Östersunds SK)       | Östersunds SK          |
| 2006          | Mathias Fredriksson (Östersunds SK)    | Östersunds SK          |
| 2007          | Mathias Fredriksson (Axa SC)           | Östersunds SK          |
| 2008          | Mathias Fredriksson (Axa SC)           | Östersunds SK          |
| 2009          | Anders Södergren (Östersunds SK)       | Östersunds SK          |
| 2010          | Marcus Hellner (Gällivare Skidallians) | IFK Mora               |
| 2011          | Marcus Hellner (Gällivare Skidallians) | Hudiksvalls IF         |
| 2012          | Marcus Hellner (Gällivare Skidallians) | Åsarna IK              |
| 2013          | Marcus Hellner (Gällivare Skidallians) | Hudiksvalls IF         |
| 2014          | Marcus Hellner (Gällivare Skidallians) | Åsarna IK              |
| 2015          | Marcus Hellner (Gällivare Skidallians) | Åsarna IK              |
| 2016          | Marcus Hellner (Gällivare Skidallians) | Åsarna IK              |
| 2017          | Marcus Hellner (Gällivare Skidallians) | Åsarna IK              |

### Sprint
| Meisterschaft | Meister (Verein)                           |
| ------------- | ------------------------------------------ |
| 2000          | Thobias Fredriksson (Häggenås SK)          |
| 2001          | Mathias Danielsson (Årsunda IF)            |
| 2002          | Peter Larsson (Bergnäsets AIK)             |
| 2003          | Thobias Fredriksson (Östersunds SK)        |
| 2004          | Thobias Fredriksson (Östersunds SK)        |
| 2005          | Thobias Fredriksson (Östersunds SK)        |
| 2006          | Thobias Fredriksson (Östersunds SK)        |
| 2007          | Mats Larsson (Åsarna IK)                   |
| 2008          | Björn Lind (Hudiksvalls IF)                |
| 2009          | Mats Larsson (Åsarna IK)                   |
| 2010          | Emil Jönsson (Årsunda IF)                  |
| 2011          | Jesper Modin (Piteå Elit SK)               |
| 2012          | Teodor Peterson (Åsarna IK)                |
| 2013          | Teodor Peterson (Åsarna IK)                |
| 2014          | Teodor Peterson (Åsarna IK)                |
| 2015          | Emil Jönsson (IFK Mora SK)                 |
| 2016          | Karl-Johan Westberg (Borås SK)             |
| 2017          | Teodor Peterson (IFK Umeå)                 |
| 2018          | Calle Halfvarsson (Sågmyra SK)             |
| 2019          | Calle Halfvarsson (Sågmyra SK)             |
| 2020          | kein Rennen aufgrund der COVID-19-Pandemie |
| 2021          | Anton Persson (SK Bore)                    |
| 2022          | Edvin Anger (Åsarna IK)                    |
| 2023          | Olof Jonsson (Trillevallens SK)            |
| 2024          | Edvin Anger (Åsarna IK)                    |
| 2025          | Marcus Grate (IFK Umeå)                    |

### Teamsprint
| Meisterschaft | Meister                                           |
| ------------- | ------------------------------------------------- |
| 2006          | Åsarna IKFredrik Persson Mats Larsson             |
| 2007          | Östersunds SKAnders Södergren Thobias Fredriksson |
| 2008          | Sollefteå SKRobin Bryntesson Fredrik Byström      |
| 2010          | Åsarna IKTeodor Peterson Mats Larsson             |
| 2011          | Sollefteå SKRobin Bryntesson Fredrik Byström      |
| 2012          | Åsarna IKJohan Eriksson Teodor Peterson           |
| 2013          | IFK Mora SKJohan Edin Emil Jönsson                |
| 2014          | Åsarna IKAnton Karlsson Teodor Peterson           |
| 2015          | Piteå Elit SKMartin Bergström Jesper Modin        |
| 2016          | Falun-Borlänge SKKarl-Johan Dyvik Oskar Svensson  |
| 2017          | IFK UmeåErik Silfver Teodor Peterson              |
| 2018          | IFK UmeåMarcus Grate Teodor Peterson              |
| 2019          | Falun-Borlänge SKHugo Jacobsson Oskar Svensson    |
| 2020          | kein Rennen aufgrund der COVID-19-Pandemie        |
| 2021          | IFK Umeå Erik Silfver Marcus Grate                |
| 2022          | IFK Umeå Simon Karlsson Erik Silfver              |
| 2023          | Åsarna IK Jens Burman Edvin Anger                 |
| 2024          | Åsarna IK William Poromaa Edvin Anger             |
| 2025          | IFK Mora SK Gustaf Berglund Anton Grahn           |

### Staffel
| Meisterschaft | Meister                                                               |
| ------------- | --------------------------------------------------------------------- |
| 1935          | IFK UmeåThule Persson Gustaf Jonsson Arthur Häggblad                  |
| 1936          | Jokkmokks SKJohn Berger Sigurd Nilsson Torsten Gustafsson             |
| 1937          | Hudiksvalls IFHerbert Sehlberg Nils Englund Martin Matsbo             |
| 1938          | Kramfors IFElis Wiklund Herbert Nenzén Karl Pahlin                    |
| 1939          | IF Friska ViljorArne Eriksson Sven Edin Donald Johansson              |
| 1940          | Brännans IFPer Pahlin Folke Vedin Karl Pahlin                         |
| 1941          | Hofors AIFLars Back Alvar Hägglund Nils Östensson                     |
| 1942          | Malungs IFNils Täpp Martin Karlsson Martin Matsbo                     |
| 1943          | Östersunds SKGunnar Wärdell Per Andersson Alfred Dahlqvist            |
| 1944          | IFK UmeåGunnar Karlsson Harald Eriksson Gösta Andersson               |
| 1945          | IFK MoraGunnar Eriksson Anders Törnkvist Nils Karlsson                |
| 1946          | IFK UmeåGunnar Karlsson Martin Lundström Harald Eriksson              |
| 1947          | IFK UmeåGunnar Karlsson Harald Eriksson Martin Lundström              |
| 1948          | IFK UmeåGunnar Karlsson Harald Eriksson Martin Lundström              |
| 1949          | Östersunds SKHemming Hemmingsson Manfred Sjöström Nils Täpp           |
| 1950          | IFK MoraGunnar Eriksson Anders Törnkvist Nils Karlsson                |
| 1951          | Hammerdals IFHerman Pettersson Melcher Risberg Göran Thor             |
| 1952          | IFK KalixTage Bergström Gunnar Björk Sigurd Andersson                 |
| 1953          | IFK MoraGunnar Larsson Sune Larsson Per Erik Larsson                  |
| 1954          | IFK MoraSune Larsson Gunnar Larsson Per Erik Larsson                  |
| 1955          | IFK MoraSune Larsson Gunnar Larsson Per Erik Larsson                  |
| 1956          | Lima IFGunnar Samuelsson Inge Limberg Sixten Jernberg                 |
| 1957          | Lima IFInge Limberg Gunnar Samuelsson Sixten Jernberg                 |
| 1958          | Oxbergs IFGunnar Larsson Åke Stenkvist Per Erik Larsson               |
| 1959          | Lima IFJohn Erik Eggens Sixten Jernberg Gunnar Samuelsson             |
| 1960          | Lima IFJohn Erik Eggens Gunnar Samuelsson Sixten Jernberg             |
| 1961          | Oxbergs IFLennart Olsson Åke Stenkvist Per Erik Larsson               |
| 1962          | IFK UmeåTord Karlsson Birger Åström Assar Rönnlund                    |
| 1963          | IFK MoraKarl-Åke Asph Lennart Olsson Bjarne Andersson                 |
| 1964          | Lima IFSven Jernberg Vidar Mattsson Sixten Jernberg                   |
| 1965          | Föllinge IKJan Halvarsson Erik Jonasson Ragnar Persson                |
| 1966          | IFK MoraLennart Olsson Bjarne Andersson Karl-Åke Asph                 |
| 1967          | Föllinge IKRagnar Persson Melcher Risberg Jan Halvarsson              |
| 1968          | IFK MoraLennart Olsson Bjarne Andersson Karl-Åke Asph                 |
| 1969          | Hammerdals IFBjarne Andersson Melcher Risberg Jan Halvarsson          |
| 1970          | IFK MoraBjarne Andersson Hans-Erik Larsson Lars-Arne Bölling          |
| 1971          | IFK MoraHans-Erik Larsson Bjarne Andersson Lars-Arne Bölling          |
| 1972          | IFK MoraEsbjörn Ulvenvall Bjarne Andersson Lars-Arne Bölling          |
| 1973          | IFK MoraHans-Erik Larsson Bjarne Andersson Lars-Arne Bölling          |
| 1974          | Orsa IFLars-Arne Bölling Esbjörn Ulvenvall Tommy Limby                |
| 1975          | Skellefteå SKBo Eliasson Jarl Svensson Tommy Lundberg                 |
| 1976          | Edsbyns SKBenny Södergren Stig Jäder Kjell Eliasson                   |
| 1977          | Skellefteå SKTommy Lundberg Jarl Svensson Erik Wäppling               |
| 1978          | Skellefteå SKTommy Lundberg Jarl Svensson Erik Wäppling               |
| 1979          | Skellefteå SKErik Wäppling Jarl Svensson Tommy Lundberg               |
| 1980          | Åsarna IKHans Persson Jan Ottosson Thomas Wassberg                    |
| 1981          | Åsarna IKHans Persson Jan Ottosson Thomas Wassberg                    |
| 1982          | Åsarna IKJan Ottosson Thomas Wassberg Hans Persson                    |
| 1983          | Åsarna IKHans Persson Jan Ottosson Thomas Wassberg                    |
| 1984          | Dala-Järna IKErik Östlund Sven-Erik Danielsson Gunde Svan             |
| 1985          | Åsarna IKJan Ottosson Torgny Mogren Thomas Wassberg                   |
| 1986          | Dala-Järna IKSven-Erik Danielsson Gunde Svan Erik Östlund             |
| 1987          | Åsarna IKJan Ottosson Thomas Wassberg Torgny Mogren                   |
| 1988          | Åsarna IKJan Ottosson Hans Persson Thomas Wassberg                    |
| 1989          | Dala-Järna IKSven-Erik Danielsson Lars Håland Gunde Svan              |
| 1990          | Dala-Järna IKSven-Erik Danielsson Lars Håland Gunde Svan              |
| 1991          | Åsarna IKJyrki Ponsiluoma Jan Ottosson Torgny Mogren                  |
| 1992          | Åsarna IKJyrki Ponsiluoma Peter Göransson Torgny Mogren               |
| 1993          | Åsarna IKJyrki Ponsiluoma Torgny Mogren Jan Ottosson                  |
| 1994          | Åsarna IKJan Ottosson Jyrki Ponsiluoma Torgny Mogren                  |
| 1995          | IFK Mora SKTomas Andersson Håkan Nordbäck Staffan Larsson             |
| 1996          | Åsarna IKMorgan Göransson Daniel Gideonsson Torgny Mogren             |
| 1997          | Åsarna IKPeter Göransson Morgan Göransson Torgny Mogren               |
| 1998          | Åsarna IKMårten Handler Morgan Göransson Torgny Mogren                |
| 1999          | Piteå SGIFMagnus Ingesson Niklas Jonsson Urban Lindgren               |
| 2000          | Åsarna IKJohn Vikman Mårten Handler Morgan Göransson                  |
| 2001          | IFK UmeåAnders Högberg Per Elofsson Jörgen Brink                      |
| 2002          | IFK UmeåLars Carlsson Jörgen Brink Per Elofsson                       |
| 2003          | Östersunds SKJerry Ahrlin Anders Södergren Thobias Fredriksson        |
| 2004          | Östersunds SKThobias Fredriksson Anders Södergren Mathias Fredriksson |
| 2005          | Östersunds SKThobias Fredriksson Anders Södergren Mathias Fredriksson |
| 2006          | Östersunds SKThobias Fredriksson Anders Södergren Mathias Fredriksson |
| 2007          | Östersunds SKMikael Ojala Anders Södergren Thobias Fredriksson        |
| 2008          | Östersunds SKThobias Fredriksson Anders Södergren Mikael Ojala        |
| 2009          | IFK Mora SKNiklas Karlsson Rikard Andreasson Erik Eriksson            |
| 2010          | Åsarna IKTeodor Peterson Tiio Söderhielm Johan Olsson                 |
| 2011          | Hudiksvalls IFFredrik Jonsson Jörgen Brink Daniel Rickardsson         |
| 2012          | Hudiksvalls IFFredrik Karlsson Fredrik Jonsson Daniel Rickardsson     |
| 2013          | Hudiksvalls IFFredrik Jonsson Anders Södergren Daniel Rickardsson     |
| 2014          | IFK Mora SKDaniel Svensson Martin Johansson Emil Jönsson              |
| 2015          | Åsarna IKAnton Karlsson Johan Olsson Lars Nelson                      |
| 2016          | Hudiksvalls IFAnders Södergren Daniel Rickardsson Anton Lindblad      |
| 2017          | Falun-Borlänge SKJesper Nyström Simon Andersson Oskar Svensson        |
| 2018          | Åsarna IKSimon Lagesson Tiio Söderhielm Jens Burman                   |
| 2019          | Åsarna IKMarkus Ruus Tiio Söderhielm Jens Burman                      |
| 2020          | kein Rennen aufgrund der COVID-19-Pandemie                            |
| 2021          | Piteå Elit SKFredrik Andersson Björn Sandström Johan Häggström        |
| 2022          | Åsarna IKMarkus Ruus Jens Burman Edvin Anger                          |
| 2023          | IFK Mora SKGustav Eriksson Jonas Eriksson Gustaf Berglund             |
| 2024          | Piteå Elit SKViktor Brännmark Fredrik Andersson Johan Häggström       |
| 2025          | Åsarna IKGustav Kvarnbrink Jens Burman William Poromaa                |

## Frauen

### 5 km
| Meisterschaft | Meister (Verein)                        | Sieger Teamwettbewerb |
| ------------- | --------------------------------------- | --------------------- |
| 1956          | Sonja Edström (Luleå SK)                | Lycksele IF           |
| 1957          | Sonja Edström (Luleå SK)                | Vårby IK              |
| 1958          | Sonja Edström (Luleå SK)                | Vårby IK              |
| 1959          | Sonja Edström (Luleå SK)                | Selångers SK          |
| 1960          | Sonja Edström-Ruthström (Luleå SK)      | Luleå SK              |
| 1961          | Barbro Martinsson (Skellefteå SK)       | Edsbyns IF            |
| 1962          | Toini Gustafsson (IFK Likenäs)          | Älvdalens IF          |
| 1963          | Toini Gustafsson (IFK Likenäs)          | Edsbyns IF            |
| 1964          | Toini Gustafsson (IFK Likenäs)          | Edsbyns IF            |
| 1965          | Toini Gustafsson (IFK Likenäs)          | Skellefteå SK         |
| 1966          | Barbro Martinsson (Skellefteå SK)       | Edsbyns IF            |
| 1967          | Toini Gustafsson (IFK Likenäs)          | IFK Likenäs           |
| 1968          | Toini Gustafsson (Skellefteå SK)        | Skellefteå SK         |
| 1969          | Barbro Tano (IFK Kiruna)                | Offerdals SK          |
| 1970          | Viola Ylipää (Edsbyns SK)               | Edsbyns SK            |
| 1971          | Meeri Bodelid (IK Ymer, Borås)          | Offerdals SK          |
| 1972          | Meeri Bodelid (IK Ymer, Borås)          | Offerdals SK          |
| 1973          | Eva Olsson (Delsbo IF)                  | Delsbo IF             |
| 1974          | Görel Partapuoli (Lycksele IF)          | Malmbergets AIF       |
| 1975          | Eva Olsson (Delsbo IF)                  | Delsbo IF             |
| 1976          | Eva Olsson (Delsbo IF)                  | Delsbo IF             |
| 1977          | Eva Olsson (Delsbo IF)                  | Delsbo IF             |
| 1978          | Lena Carlzon-Lundbäck (Malmbergets AIF) | Delsbo IF             |
| 1979          | Lena Carlzon-Lundbäck (Malmbergets AIF) | Högbo GIF             |
| 1980          | Lena Carlzon-Lundbäck (Malmbergets AIF) | Östersunds SK         |
| 1981          | Carina Sandberg (Grava SK)              | Högbo AIK             |
| 1982          | Lena Carlzon-Lundbäck (Malmbergets AIF) | IFK Mora              |
| 1983          | Marie Risby (Ludvika FFI)               | IFK Lidingö           |
| 1984          | Marie Risby (Ludvika FFI)               | IFK Lidingö           |
| 1985          | Anna-Lena Fritzon (Malungs IF)          | IFK Mora              |
| 1986          | Marie Johansson (IFK Mora)              | IFK Mora              |
| 1987          | Marie-Helene Westin (Sollefteå SK)      | IFK Mora              |
| 1988          | Marie-Helene Westin (Sollefteå SK)      | Sollefteå SK          |
| 1989          | Marie-Helene Westin (Sollefteå SK)      | Sollefteå SK          |
| 1990          | Marie-Helene Westin (Sollefteå SK)      | Stockviks SF          |
| 1991          | Marie-Helene Westin (Hudiksvalls IF)    | Hudiksvalls IF        |
| 1992          | Marie-Helene Westin (Hudiksvalls IF)    | Hudiksvalls IF        |
| 1993          | Marie-Helene Westin (Hudiksvalls IF)    | Stockviks SF          |
| 1994          | Antonina Ordina (SK Tegsnäspojkarna)    | Sollefteå SK          |
| 1995          | Marie-Helene Östlund (Hudiksvalls IF)   | Sollefteå SK          |
| 1996          | Annika Evaldsson (Brunflo IF)           | Kvarnsveden           |
| 1997          | Annika Evaldsson (Brunflo IF)           | Stockviks SF          |
| 1998          | Antonina Ordina (SK Tegsnäspojkarna)    | Kvarnsveden           |
| 1999          | Antonina Ordina (SK Tegsnäspojkarna)    | Stockviks SF          |
| 2000          | Antonina Ordina (Brunflo IF)            | IFK Mora              |
| 2001          | Jenny Olsson (Åsarna IK)                | Åsarna IK             |
| 2002          | Lina Andersson (Malmbergets AIF)        | Åsarna IK             |
| 2003          | Jenny Olsson (Åsarna IK)                | Åsarna IK             |
| 2004          | Anna Dahlberg (Åsarna IK)               | Åsarna IK             |

### 10 km
| Meisterschaft | Meister (Verein)                                                       | Sieger Teamwettbewerb                      |
| ------------- | ---------------------------------------------------------------------- | ------------------------------------------ |
| 1917          | Selma Gustafsson (Säfsnäs IF)                                          |                                            |
| 1918          | Elin Pikkuniemi (IFK Haparanda)                                        |                                            |
| 1919          | Elin Pikkuniemi (IFK Haparanda)                                        |                                            |
| 1920          | Elin Pikkuniemi (IFK Haparanda)                                        | Bollnäs GoIF                               |
| 1921          | Elin Pikkuniemi (IFK Haparanda)                                        | IFK Norsjö                                 |
| 1922          | Elin Pikkuniemi (IFK Haparanda)                                        | Bollnäs GoIF                               |
| 1923          | Agnes Lindberg (IFK Norsjö)                                            | IF Älgarna                                 |
| 1924          | Signe Pettersson (Ludvika IF)                                          | Djurgården                                 |
| 1925          | Signora Norén (Bastuträsk IK)                                          | Bastuträsk IK                              |
| 1926          | Signe Pettersson (Ludvika IF)                                          | Gällivare IF                               |
| 1927          | Signe Pettersson (Ludvika IF)                                          | Gällivare IF                               |
| 1928          | Astrid Bylund (Selångers SK)                                           | Selångers SK                               |
| 1929          | Elin Henriksson (IFK Mora)                                             | Selångers SK                               |
| 1930          | Hilda Rehnberg (Arvidsjaurs IF)                                        | Selångers SK                               |
| 1931          | Elsa Jonzon (Delsbo IF)                                                | Domnarvets GIF                             |
| 1932          | Sigrid Nilsson (Trångsvikens IF)                                       | Domnarvets GIF                             |
| 1933          | Elsa Jonzon (Delsbo IF)                                                | Vännäs SK                                  |
| 1934          | Sigrid Nilsson (Trångsvikens IF)                                       | Vännäs SK                                  |
| 1935          | Sigrid Nilsson-Vikström (Trångsvikens IF)                              | Trångsvikens IF                            |
| 1936          | Sigrid Nilsson-Vikström (Trångsvikens IF)                              | Trångsvikens IF                            |
| 1937          | Sonja Olofsson (Koskullskulle IF)                                      | Trångsvikens IF                            |
| 1938          | Sigrid Nilsson-Vikström (Trångsvikens IF)                              | Koskullskulle IF                           |
| 1939          | Märta Norberg (Vårby IK)                                               | Koskullskulle IF                           |
| 1940          | Lilly Söderlund (Frösö IF)                                             | Selångers SK                               |
| 1941          | Wera Åström (Järbo IF)                                                 | Djurgårdens IF                             |
| 1942          | Margit Åsberg (Brännans IF)                                            | Djurgårdens IF                             |
| 1943          | Maud Cederholm (IFK Mora)                                              | Djurgårdens IF                             |
| 1944          | Margit Åsberg (IF Friska Viljor)                                       | Edsbyns IF                                 |
| 1945          | Margit Åsberg (IF Friska Viljor)                                       | Edsbyns IF                                 |
| 1946          | Margit Åsberg-Albrechtsson (IF Friska Viljor)                          | Edsbyns IF                                 |
| 1947          | Märta Norberg (Vårby IK)                                               | Vårby IK                                   |
| 1948          | Märta Norberg (Vårby IK)                                               | Selångers SK                               |
| 1949          | Märta Norberg (Vårby IK) Margit Åsberg-Albrechtsson (IF Friska Viljor) | IF Friska Viljor                           |
| 1950          | Margit Åsberg-Albrechtsson (IF Friska Viljor)                          | IF Friska Viljor                           |
| 1951          | Märta Norberg (Vårby IK)                                               | IFK Mora                                   |
| 1952          | Märta Norberg (Vårby IK)                                               | IF Thor                                    |
| 1953          | Sonja Edström (Luleå SK)                                               | Selångers SK                               |
| 1954          | Margit Åsberg-Albrechtsson (Selångers SK)                              | Arvidsjaurs IF                             |
| 1955          | Sonja Edström (Luleå SK)                                               | Selångers SK                               |
| 1956          | Sonja Edström (Luleå SK)                                               | Lycksele IF                                |
| 1957          | Sonja Edström (Luleå SK)                                               | Vårby IK                                   |
| 1958          | Sonja Edström (Luleå SK)                                               | Vårby IK                                   |
| 1959          | Sonja Edström (Luleå SK)                                               | Selångers SK                               |
| 1960          | Sonja Edström-Ruthström (Luleå SK)                                     | Luleå SK                                   |
| 1961          | Britt Strandberg (Edsbyns IF)                                          | Edsbyns IF                                 |
| 1962          | Toini Gustafsson (IFK Likenäs)                                         | Edsbyns IF                                 |
| 1963          | Toini Gustafsson (IFK Likenäs)                                         | Edsbyns IF                                 |
| 1964          | Toini Gustafsson (IFK Likenäs)                                         | Edsbyns IF                                 |
| 1965          | Barbro Martinsson (Skellefteå SK)                                      | Skellefteå SK                              |
| 1966          | Toini Gustafsson (IFK Likenäs)                                         | IFK Mora                                   |
| 1967          | Toini Gustafsson (IFK Likenäs)                                         | Edsbyns IF                                 |
| 1968          | Barbro Martinsson (Skellefteå SK)                                      | Skellefteå SK                              |
| 1969          | Barbro Tano (IFK Kiruna)                                               | Offerdals SK                               |
| 1970          | Birgitta Lindqvist (Offerdals SK)                                      | Edsbyns SK                                 |
| 1971          | Meeri Bodelid (IK Ymer, Borås)                                         | Offerdals SK                               |
| 1972          | Eva Olsson (Delsbo IF)                                                 | IFK Kiruna                                 |
| 1973          | Eva Olsson (Delsbo IF)                                                 | Delsbo IF                                  |
| 1974          | Meeri Bodelid (IK Ymer, Borås)                                         | Malmbergets AIF                            |
| 1975          | Görel Partapuoli (Lycksele IF)                                         | Delsbo IF                                  |
| 1976          | Eva Olsson (Delsbo IF)                                                 | Delsbo IF                                  |
| 1977          | Lena Carlzon (Malmbergets AIF)                                         | Delsbo IF                                  |
| 1978          | Eva Olsson (Delsbo IF)                                                 | Delsbo IF                                  |
| 1979          | Lena Carlzon-Lundbäck (Malmbergets AIF)                                | Högbo GIF                                  |
| 1980          | Marie Johansson (Ludvika FFI)                                          | IFK Mora                                   |
| 1981          | Marie Johansson (Ludvika FFI)                                          | Högbo AIK                                  |
| 1982          | Marie Johansson (Ludvika FFI)                                          | IFK Mora                                   |
| 1983          | Marie Risby (Ludvika FFI)                                              | IFK Lidingö                                |
| 1984          | Marie Risby (Ludvika FFI)                                              | IFK Lidingö                                |
| 1985          | Marie Risby (Ludvika FFI)                                              | Sollefteå SK                               |
| 1986          | Marie Johansson (IFK Mora)                                             | Sollefteå SK                               |
| 1987          | Annika Dahlman (IFK Lidingö)                                           | Stockviks IF                               |
| 1988          | Marie-Helene Westin (Sollefteå SK)                                     | Sollefteå SK                               |
| 1989          | Magdalena Wallin (Stockviks SF)                                        | Stockviks SF                               |
| 1990          | Marie-Helene Westin (Sollefteå SK)                                     | Stockviks SF                               |
| 1991          | Marie-Helene Westin (Hudiksvalls IF)                                   | Hudiksvalls IF                             |
| 1992          | Marie-Helene Westin (Hudiksvalls IF)                                   | Hudiksvalls IF                             |
| 1993          | Marie-Helene Westin (Hudiksvalls IF)                                   | Stockviks SF                               |
| 1994          | Antonina Ordina (SK Tegsnäspojkarna)                                   | Hudiksvalls IF                             |
| 2005          | Anna Dahlberg (Åsarna IK)                                              | Piteå Elit SK                              |
| 2006          | Elin Ek (IFK Mora SK)                                                  | IFK Mora SK                                |
| 2007          | Charlotte Kalla (IFK Tärendö)                                          | Östersunds SK                              |
| 2008          | Lina Andersson (Piteå Elit SK)                                         | Piteå Elit SK                              |
| 2009          | Charlotte Kalla (IFK Tärendö)                                          | Östersunds SK                              |
| 2010          | Charlotte Kalla (IFK Tärendö)                                          | IFK Mora                                   |
| 2011          | Anna Haag (IFK Mora)                                                   | IFK Mora                                   |
| 2012          | Charlotte Kalla (IFK Tärendö)                                          | IFK Mora                                   |
| 2013          | Charlotte Kalla (Piteå Elit SK)                                        | Piteå Elit SK                              |
| 2014          | Charlotte Kalla (Piteå Elit SK)                                        | Piteå Elit SK                              |
| 2015          | Charlotte Kalla (Piteå Elit SK)                                        | Åsarna IK                                  |
| 2016          | Charlotte Kalla (Piteå Elit SK)                                        | Piteå Elit SK                              |
| 2017          | Charlotte Kalla (Piteå Elit SK)                                        | Piteå Elit SK                              |
| 2018          | Charlotte Kalla (Piteå Elit SK)                                        | Piteå Elit SK                              |
| 2019          | Ebba Andersson (Sollefteå Skidor IF)                                   | Piteå Elit SK                              |
| 2020          | kein Rennen aufgrund der COVID-19-Pandemie                             | kein Rennen aufgrund der COVID-19-Pandemie |
| 2021          | Ebba Andersson (Piteå Elit SK)                                         | Piteå Elit SK                              |
| 2022          | Frida Karlsson (Sollefteå Skidor IF)                                   | Piteå Elit SK                              |
| 2023          | Elina Rönnlund (IFK Umeå)                                              |                                            |
| 2024          | Jonna Sundling (Piteå Elit SK)                                         |                                            |
| 2025          | Ebba Andersson (Piteå Elit SK)                                         |                                            |

### 15 km
| Meisterschaft | Meister (Verein)                           | Sieger Teamwettbewerb                      |
| ------------- | ------------------------------------------ | ------------------------------------------ |
| 1995          | Antonina Ordina (Sollefteå SK)             | Sollefteå SK                               |
| 1996          | Sara Hugg (Stockviks SF)                   | Sollefteå SK                               |
| 1997          | Sara Hugg (Stockviks SF)                   | Sollefteå SK                               |
| 1998          | Antonina Ordina (SK Tegsnäspojkarna)       | Kvarnsveden                                |
| 1999          | Antonina Ordina (SK Tegsnäspojkarna)       | Stockviks SF                               |
| 2000          | Antonina Ordina (Brunflo IF)               | Bergeforsens SK                            |
| 2001          | Jenny Olsson (Åsarna IK)                   | Åsarna IK                                  |
| 2002          | Anna Dahlberg (Åsarna IK)                  | Åsarna IK                                  |
| 2003          | Jenny Olsson (Åsarna IK)                   | Åsarna IK                                  |
| 2004          | Anna Dahlberg (Åsarna IK)                  | Luleå Gjutaren                             |
| 2005          | Emelie Öhrstig (Piteå Elit SK)             | Piteå Elit SK                              |
| 2018          | Charlotte Kalla (Piteå Elit SK)            | Piteå Elit SK                              |
| 2019          | Ebba Andersson (Sollefteå Skidor IF)       | IFK Umeå                                   |
| 2020          | kein Rennen aufgrund der COVID-19-Pandemie | kein Rennen aufgrund der COVID-19-Pandemie |
| 2021          | Ebba Andersson (Piteå Elit SK)             | Piteå Elit SK                              |
| 2022          | Charlotte Kalla (Piteå Elit SK)            | Piteå Elit SK                              |
| 2023          | Linn Sömskar (IFK Umeå)                    |                                            |

### 20 km
| Meisterschaft | Meister (Verein)                        | Sieger Teamwettbewerb |
| ------------- | --------------------------------------- | --------------------- |
| 1976          | Eva Olsson (Delsbo IF)                  | Delsbo IF             |
| 1977          | Eva Olsson (Delsbo IF)                  | Delsbo IF             |
| 1978          | Eva Olsson (Delsbo IF)                  | Delsbo IF             |
| 1979          | Lena Carlzon-Lundbäck (Malmbergets AIF) |                       |
| 1980          | Eva Olsson (Delsbo IF)                  | IFK Mora              |
| 1981          | Carina Sandberg (Grava SK)              | IFK Mora              |
| 1982          | Lena Carlzon-Lundbäck (Malmbergets AIF) | IFK Mora              |
| 1983          | Marie Risby (Ludvika FFI)               | IFK Lidingö           |
| 1984          | Marie Risby (Ludvika FFI)               | Malungs IF            |
| 1985          | Marie Risby (Ludvika FFI)               | IFK Lidingö           |
| 1986          | Karin Lamberg-Skog (IFK Mora)           | IFK Mora              |
| 1987          | Marie-Helene Westin (Sollefteå SK)      | Sollefteå SK          |
| 1988          | Marie-Helene Westin (Sollefteå SK)      | Sollefteå SK          |
| 1989          | Marie-Helene Westin (Sollefteå SK)      | Stockviks SF          |
| 2024          | Jonna Sundling (Piteå Elit SK)          |                       |
| 2025          | Ebba Andersson (Piteå Elit SK)          |                       |

### 30 km
| Meisterschaft | Meister (Verein)                           | Sieger Teamwettbewerb                      |
| ------------- | ------------------------------------------ | ------------------------------------------ |
| 1990          | Marie-Helene Westin (Sollefteå SK)         | Stockviks SF                               |
| 1991          | Marie-Helene Westin (Hudiksvalls IF)       | Hudiksvalls IF                             |
| 1992          | Marie-Helene Westin (Hudiksvalls IF)       | Hudiksvalls IF                             |
| 1993          | Antonina Ordina (SK Tegsnäspojkarna)       | Stockviks SF                               |
| 1994          | Antonina Ordina (SK Tegsnäspojkarna)       | Sollefteå SK                               |
| 1995          | Antonina Ordina (Sollefteå SK)             | Sollefteå SK                               |
| 1996          | Kerrin Petty (IFK Mora)                    | Stockviks SF                               |
| 1997          | Anna Frithioff (Kvarnsvedens)              | Kvarnsvedens                               |
| 1998          | Antonina Ordina (SK Tegsnäspojkarna)       | Kvarnsveden                                |
| 1999          | Antonina Ordina (SK Tegsnäspojkarna)       | Bergeforsens SK                            |
| 2000          | Antonina Ordina (Brunflo IF)               | Åsarna IK                                  |
| 2001          | Antonina Ordina (Brunflo IF)               | Åsarna IK                                  |
| 2002          | Anna Dahlberg (Åsarna IK)                  | Åsarna IK                                  |
| 2003          | Elin Ek (IFK Mora SK)                      | Åsarna IK                                  |
| 2004          | Elin Ek (IFK Mora SK)                      | Åsarna IK                                  |
| 2005          | Lina Andersson (Piteå Elit SK)             | Piteå Elit SK                              |
| 2006          | Maria Rydqvist (Östersunds SK)             | Åsarna IK                                  |
| 2007          | Anna Dahlberg (Åsarna IK)                  | Åsarna IK                                  |
| 2008          | Charlotte Kalla (IFK Tärendö)              | IFK Mora                                   |
| 2009          | Charlotte Kalla (IFK Tärendö)              | Åsarna IK                                  |
| 2010          | Charlotte Kalla (IFK Tärendö)              | IFK Mora                                   |
| 2011          | Ida Ingemarsdotter (Åsarna IK)             | Åsarna IK                                  |
| 2012          | Hanna Brodin (Åsarna IK)                   | Åsarna IK                                  |
| 2013          | Charlotte Kalla (Piteå Elit SK)            | Piteå Elit SK                              |
| 2014          | Charlotte Kalla (Piteå Elit SK)            | Åsarna IK                                  |
| 2015          | Charlotte Kalla (Piteå Elit SK)            | IFK Mora                                   |
| 2016          | Charlotte Kalla (Piteå Elit SK)            | Piteå Elit SK                              |
| 2017          | Charlotte Kalla (Piteå Elit SK)            | Piteå Elit SK                              |
| 2018          | Charlotte Kalla (Piteå Elit SK)            | Piteå Elit SK                              |
| 2019          | Ebba Andersson (Sollefteå Skidor IF)       | Piteå Elit SK                              |
| 2020          | kein Rennen aufgrund der COVID-19-Pandemie | kein Rennen aufgrund der COVID-19-Pandemie |
| 2021          | Ebba Andersson (Piteå Elit SK)             | Piteå Elit SK                              |
| 2022          | Ebba Andersson (Piteå Elit SK)             | Piteå Elit SK                              |
| 2023          | Ebba Andersson (Piteå Elit SK)             |                                            |
| 2024          | Ebba Andersson (Piteå Elit SK)             |                                            |
| 2025          | Jonna Sundling (Piteå Elit SK)             |                                            |

### Verfolgung/Skiathlon
| Meisterschaft | Meister (Verein)                     | Sieger Teamwettbewerb |
| ------------- | ------------------------------------ | --------------------- |
| 1994          | Antonina Ordina (SK Tegsnäspojkarna) | Sollefteå SK          |
| 1995          | Antonina Ordina (Sollefteå SK)       | Sollefteå SK          |
| 1996          | Karin Öhman (Stockviks SF)           | Stockviks SF          |
| 1997          | Antonina Ordina (SK Tegsnäspojkarna) | Stockviks SF          |
| 1998          | Antonina Ordina (SK Tegsnäspojkarna) | Stockviks SF          |
| 1999          | Antonina Ordina (SK Tegsnäspojkarna) | Stockviks SF          |
| 2000          | Antonina Ordina (Brunflo IF)         | Bergeforsen           |
| 2001          | Lina Andersson (Malmbergets AIF)     | Åsarna IK             |
| 2002          | Jenny Olsson (Åsarna IK)             | Åsarna IK             |
| 2003          | Elin Ek (IFK Mora SK)                | Åsarna IK             |
| 2004          | Elin Ek (IFK Mora SK)                | Åsarna IK             |
| 2005          | Anna Dahlberg (Åsarna IK)            | IFK Mora              |
| 2006          | Maria Rydqvist (Östersunds SK)       | Åsarna IK             |
| 2007          | Elin Ek (IFK Mora SK)                | Östersunds SK         |
| 2008          | Maria Rydqvist (Östersunds SK)       | Östersunds SK         |
| 2009          | Charlotte Kalla (IFK Tärendö)        | Östersunds SK         |
| 2010          | Anna Haag (IFK Mora)                 | IFK Mora              |
| 2011          | Charlotte Kalla (IFK Tärendö)        | IFK Mora              |
| 2012          | Charlotte Kalla (IFK Tärendö)        | Åsarna IK             |
| 2013          | Emma Wikén (Åsarna IK)               | Piteå Elit SK         |
| 2014          | Charlotte Kalla (Piteå Elit SK)      | Piteå Elit SK         |
| 2015          | Charlotte Kalla (Piteå Elit SK)      | IFK Mora              |
| 2016          | Charlotte Kalla (Piteå Elit SK)      | Piteå Elit SK         |
| 2017          | Charlotte Kalla (Piteå Elit SK)      | Piteå Elit SK         |

### Sprint
| Meisterschaft | Meister (Verein)                           |
| ------------- | ------------------------------------------ |
| 2000          | Annika Evaldsson (IFK Mora)                |
| 2001          | Lina Andersson (Malmbergets AIF)           |
| 2002          | Anna Dahlberg (Åsarna IK)                  |
| 2003          | Elin Ek (IFK Mora SK)                      |
| 2004          | Anna Dahlberg (Åsarna IK)                  |
| 2005          | Emelie Öhrstig (Piteå Elit SK)             |
| 2006          | Anna Dahlberg (Åsarna IK)                  |
| 2007          | Charlotte Kalla (IFK Tärendö)              |
| 2008          | Mia Eriksson (IFK Tärendö)                 |
| 2009          | Britta Norgren (Sollefteå SK)              |
| 2010          | Magdalena Pajala (Piteå Elit SK)           |
| 2011          | Hanna Falk (Ulricehamns IF)                |
| 2012          | Ida Ingemarsdotter (Åsarna IK)             |
| 2013          | Ida Ingemarsdotter (Åsarna IK)             |
| 2014          | Hanna Falk (Ulricehamns IF)                |
| 2015          | Hanna Falk (Ulricehamns IF)                |
| 2016          | Jonna Sundling (IFK Umeå)                  |
| 2017          | Jonna Sundling (IFK Umeå)                  |
| 2018          | Stina Nilsson (IFK Mora)                   |
| 2019          | Hanna Falk (Ulricehamns IF)                |
| 2020          | kein Rennen aufgrund der COVID-19-Pandemie |
| 2021          | Anna Dyvik (IFK Mora)                      |
| 2022          | Jonna Sundling (Piteå Elit SK)             |
| 2023          | Anna Dyvik (IFK Mora)                      |
| 2024          | Linn Svahn (Östersunds SK)                 |
| 2025          | Jonna Sundling (Piteå Elit SK)             |

### Teamsprint
| Meisterschaft | Meister                                     |
| ------------- | ------------------------------------------- |
| 2006          | Åsarna IKIda Ingemarsdotter Anna Dahlberg   |
| 2007          | Åsarna IKAnna Dahlberg Ida Ingemarsdotter   |
| 2008          | Piteå Elit SKSusanne Nyström Lina Andersson |
| 2010          | IFK TärendöMia Eriksson Charlotte Kalla     |
| 2011          | IFK MoraEva Svensson Anna Haag              |
| 2012          | Åsarna IKIda Ingemarsdotter Hanna Brodin    |
| 2013          | Piteå Elit SKCharlotte Kalla Jennie Öberg   |
| 2014          | Åsarna IKEmma Wikén Ida Ingemarsdotter      |
| 2015          | Piteå Elit SKCharlotte Kalla Jennie Öberg   |
| 2016          | IFK UmeåLinn Sömskar Jonna Sundling         |
| 2017          | UlricehamnsMaria Nordström Hanna Falk       |
| 2018          | IFK UmeåLinn Sömskar Jonna Sundling         |
| 2019          | IFK Mora SKAnna Dyvik Stina Nilsson         |
| 2020          | kein Rennen aufgrund der COVID-19-Pandemie  |
| 2021          | Piteå Elit SKEmma Ribom Jonna Sundling      |
| 2022          | Piteå Elit SKLisa Vinsa Ebba Andersson      |
| 2023          | Piteå Elit SKEmma Ribom Jonna Sundling      |
| 2024          | Piteå Elit SKEmma Ribom Jonna Sundling      |
| 2025          | Piteå Elit SKEbba Andersson Jonna Sundling  |

### Staffel
| Meisterschaft | Meister                                                                       |
| ------------- | ----------------------------------------------------------------------------- |
| 1951          | Vårby IKBerta Hallqvist Anna Strandberg Märta Norberg                         |
| 1952          | Vårby IKBerta Hallqvist Anna Strandberg Märta Norberg                         |
| 1953          | Arvidsjaurs IFHildur Vesterlund Inga-Britt Löfmark Gunnel Israelsson          |
| 1954          | Selångers SKAnna-Lisa Eriksson Maj-Britt Lindstedt Margit Åsberg-Albrechtsson |
| 1955          | Selångers SKMargit Åsberg-Albrechtsson Karin Engberg Anna-Lisa Eriksson       |
| 1956          | Selångers SKKarin Engberg Margit Åsberg-Albrechtsson Anna-Lisa Eriksson       |
| 1957          | Vårby IKIngrid Söderström Berta Hallqvist Märta Norberg                       |
| 1958          | Skellefteå SKEivor Astergren Gunilla Jonsson Barbro Martinsson                |
| 1959          | Vårby IKUlla Pettersson Laila Hägglund Märta Norberg                          |
| 1960          | Luleå SKIrma Johansson Margaretha Pajala Sonja Edström-Ruthström              |
| 1961          | Edsbyns IFBritt Strandberg Karin Wallberg Gun Ädel                            |
| 1962          | Edsbyns IFGun Ädel Alice Eriksson Britt Strandberg                            |
| 1963          | Edsbyns IFGun Ädel Alice Eriksson Britt Strandberg                            |
| 1964          | Edsbyns IFGun Ädel Alice Eriksson Britt Strandberg                            |
| 1965          | Skellefteå SKChristian Barrebo Ingrid Martinsson Barbro Martinsson            |
| 1966          | Edsbyns IFViola Ylipää Gun Ädel Britt Strandberg                              |
| 1967          | Edsbyns IFGun Ädel Viola Ylipää Britt Strandberg                              |
| 1968          | Skellefteå SKToini Gustafsson Ingrid Martinsson Barbro Martinsson             |
| 1969          | Offerdals SKBirgitta Lindqvist Ruth Petrusson Lilian Ohlsson                  |
| 1970          | Edsbyns SKGun Andersson Ulla Nilsson Viola Ylipää                             |
| 1971          | Offerdals SKBirgitta Lindqvist Lilian Ohlsson Ruth Petrusson                  |
| 1972          | IFK KirunaDoris Niva Berit Gustavsson Barbro Tano                             |
| 1973          | Delsbo IFMargareta Hermansson Gudrun Fröjdh Eva Olsson                        |
| 1974          | Delsbo IFMargareta Hermansson Eva Olsson Gudrun Fröjdh                        |
| 1975          | Delsbo IFMargareta Hermansson Eva Olsson Gudrun Fröjdh                        |
| 1976          | Delsbo IFMargareta Hermansson Eva Olsson Gudrun Fröjdh                        |
| 1977          | Delsbo IFMargareta Hermansson Eva Olsson Gudrun Fröjdh                        |
| 1978          | Delsbo IFMargareta Hermansson Eva Olsson Gudrun Fröjdh                        |
| 1979          | Högbo AIKMeeri Bodelid Eva Lindqvist Gunnel Mörtberg                          |
| 1980          | Malmbergets AIFDoris Niva Helen Johansson Lena Carlzon-Lundbäck               |
| 1981          | Högbo AIKKristina Olsson Ann-Christine Palander Gunnel Mörtberg               |
| 1982          | IFK MoraAnn-Cathrine Karlsson Åsa Mattsson Karin Lamberg                      |
| 1983          | IFK LidingöLena Carlzon-Lundbäck Helena Blomquist Annika Dahlman              |
| 1984          | Högbo AIKKristina Olsson Ing-Marie Carlström Gunnel Mörtberg                  |
| 1985          | IFK MoraÅsa Nilsson Karin Lamberg Marie Johansson                             |
| 1986          | Sollefteå SKStina Karlsson Carina Görlin Lis Frost                            |
| 1987          | Sollefteå SKEva Korpela Lis Frost Marie-Helene Westin                         |
| 1988          | Sollefteå SKEva Korpela Lis Frost Marie-Helene Westin                         |
| 1989          | Stockviks SFKarin Svingstedt Catrin Larsson Magdalena Wallin                  |
| 1990          | Sollefteå SKMarie-Helene Westin Eva-Karin Andersson Lis Frost                 |
| 1991          | Hudiksvalls IFCarina Görlin Ann-Marie Karlsson Marie-Helene Westin            |
| 1992          | Hudiksvalls IFAnn-Marie Karlsson Carina Görlin Marie-Helene Westin            |
| 1993          | Stockviks SFAnette Fanqvist Magdalena Wallin Karin Svingstedt                 |
| 1994          | Sollefteå SKAnna Gåfvels Lis Frost Annika Evaldsson                           |
| 1995          | Sollefteå SKLis Frost Annika Evaldsson Antonina Ordina                        |
| 1996          | Kvarnsvedens SKKarin Säterkvist Annelie Svensson Anna Frithioff               |
| 1997          | Kvarnsvedens GoIFKarin Säterkvist Annelie Svensson Anna Frithioff             |
| 1998          | Kvarnsvedens GoIFAnna Frithioff Annelie Svensson Karin Säterkvist             |
| 1999          | Stockviks SFAnette Fanqvist Sara Hugg Karin Öhman                             |
| 2000          | Åsarna IKSofia Lind Ida Olsson Jenny Olsson                                   |
| 2001          | Åsarna IKAnna Dahlberg Jenny Olsson Marian Handler                            |
| 2002          | Åsarna IKMarian Handler Jenny Olsson Anna Dahlberg                            |
| 2003          | Åsarna IKSofia Lind Marian Handler Jenny Olsson                               |
| 2004          | Piteå Elit SKLina Andersson Kina Swidén Emelie Öhrstig                        |
| 2005          | Piteå Elit SKKina Swidén Lina Andersson Emelie Öhrstig                        |
| 2006          | Åsarna IKJenny Olsson Ida Olsson Anna Dahlberg                                |
| 2007          | Piteå Elit SKEmma Lundbäck Susanne Nyström Lina Andersson                     |
| 2008          | IFK Mora SKSofia Bleckur Elin Ek Anna Hansson                                 |
| 2009          | IFK Mora SKSofia Bleckur Eva Svensson Anna Haag                               |
| 2010          | IFK Mora SKSofia Bleckur Susanne Nyström Anna Haag                            |
| 2011          | IFK Mora SKSofia Bleckur Eva Svensson Anna Haag                               |
| 2012          | Åsarna IKSanna Hallberg Hanna Brodin Emma Wikén                               |
| 2013          | Åsarna IKSanna Hallberg Ida Ingemarsdotter Emma Wikén                         |
| 2014          | Piteå Elit SKMagdalena Pajala Mia Eriksson Charlotte Kalla                    |
| 2015          | Piteå Elit SKMagdalena Pajala Jennie Öberg Charlotte Kalla                    |
| 2016          | Piteå Elit SKSofia Henriksson Jennie Öberg Charlotte Kalla                    |
| 2017          | Piteå Elit SKJennie Öberg Sofia Henriksson Charlotte Kalla                    |
| 2018          | IFK UmeåElina Rönnlund Linn Sömskar Jonna Sundling                            |
| 2019          | IFK UmeåElina Rönnlund Linn Sömskar Jonna Sundling                            |
| 2020          | kein Rennen aufgrund der COVID-19-Pandemie                                    |
| 2021          | Piteå Elit SKEmma Ribom Ebba Andersson Jonna Sundling                         |
| 2022          | Piteå Elit SKCharlotte Kalla Ebba Andersson Jonna Sundling                    |
| 2023          | IFK UmeåMagdalena Nilsson Elina Rönnlund Linn Sömskar                         |
| 2024          | Falun-Borlänge SKMoa Hansson Moa Ilar Maja Dahlqvist                          |
| 2025          | Piteå Elit SKEmma Ribom Ebba Andersson Jonna Sundling                         |